# M3 (samopal)
M3 je americký samopal z období druhé světové války, jenž měl nahradit složité samopaly Thompson. Zbraň navrhl konstruktér George Hyde v letech 1942–1943. Je vybavena zásobníkem na 30 nábojů typu .45 ACP (11,43 mm) a dynamickým závěrem. Díky svému tvaru si vysloužil přezdívky Grease Gun nebo Greaser (česky olejnička, maznice).

## Vznik
Jelikož výroba předchozího samopalu Thompson byla složitá a drahá, G. Hyde ze závodu Guide Lamp Division, pobočce koncernu General Motors navrhl zbraň vylisovanou ze dvou plechových polovin odporově svařených. Vznikla zbraň připomínající olejničku (anglicky Grease gun).
Samopal byl podobně jako anglický Sten konstruován podle požadavků na rychlou a levnou válečnou výrobu. Byl jednoduchý, robustní, ale nebyl tak oblíbený jako Thompson kvůli nestabilitě při střelbě. Velkosériová výroba probíhala v letech 1943–1945. V padesátých a šedesátých letech se licenčně vyráběl v mnoha státech. Zůstal ve výzbroji armády USA i v poválečném období – ve výzbroji prvoliniových jednotek až do šedesátých let a u pomocných jednotek až do let osmdesátých. Legendární speciální jednotka Delta Force tento samopal používala ve svých začátcích v letech 1977 až 1980. 

## Mechanismus
Závěr se uvnitř těla pohyboval na dvou vodících tyčkách s posuvnými pružinami. Jelikož tělo zbraně bylo zezadu uzavřené, závěr se do těla dával zepředu – hlaveň se do těla zašroubovávala. Závěr byl neuzavřený, před výstřelem se nacházel v zadní poloze. M3/M3A1 má zajímavou pojistku – byla umístěna na odklopném krytu výhozného okénka, kde při zavřeném krytu blokovala pohyb závěru. Mířidla jsou pevná.

## Varianty
První varianta M3, vyráběná od roku 1943, měla nabíjecí páku, zatímco
M3A1 vyráběná od roku 1944 měla vybrání pro prst přímo v těle závěru přístupno výhozným okénkem. Vyráběla se rovněž varianta v ráži 9 mm Luger pro speciální jednotky a příslušníky odboje. Pro speciální jednotky operující ve Vietnamu byla též vyvinuta verze s dvoukomorovým integrovaným tlumičem.

## Příslušenství
Pro zásobníky byla plátěná sumka na tři zásobníky navlékatelná na opasek. Dále byl vyroben tlumič výšlehu, který se však příliš nerozšířil.